# جيسي كارمايكل
جيسي رويال كارمايكل (Jesse Royal Carmichael) أو اغتصارا فقط جيس كارمايكل (Jesse Carmichael) من مواليد 2 أبريل 1979.هو موسيقي أمريكي يعرف بكونه عازف علي ألة المفاتيح (بالإنجليزية: Keyboardist)‏ في فرقة مارون 5.

## روابط خارجية
- جيسي كارمايكل على موقع IMDb (الإنجليزية)
- جيسي كارمايكل على موقع ميوزك برينز (الإنجليزية)
- جيسي كارمايكل على موقع أول ميوزيك (الإنجليزية)
- جيسي كارمايكل على موقع ديسكوغز (الإنجليزية)
- جيسي كارمايكل على موقع قاعدة بيانات الفيلم (الإنجليزية)